# Ano Doliana
Ano Doliana také jen Doliana (Ano znamená „horní“) je horská vesnice s kamennými domky, součást obce Severní Kynourie ve východní Arkádii. V roce 2011 zde žilo 90 obyvatel. Ve vesnici jsou chráněné tradiční kamenné domky. Vesnicí prochází Evropská dálková trasa E4 a tak je vesnice ideálním cílem pro pěší turistiku.  

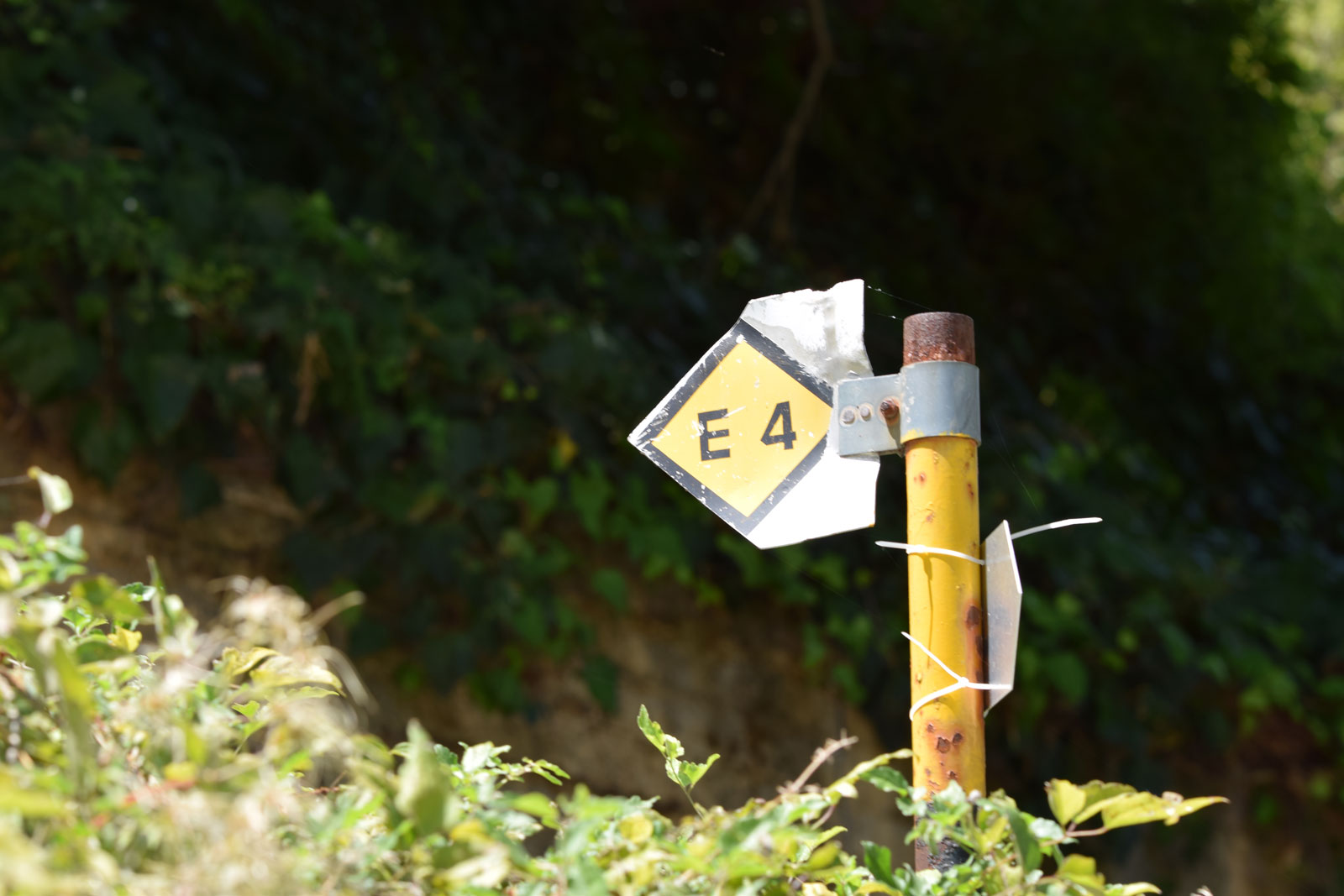
Tabulka Evropské cesty E4